# مكب ديوي لوفيل
مكب ديوي لوفيل (بالإنجليزية: Dewey Loeffel Landfill) هو موقع ممول من وكالة حماية البيئة يقع في مقاطعة رينسيلير، نيويورك. في الخمسينيات والستينيات من القرن العشرين تم استخدام الموقع كمرفق للتخلص من أكثر من 46.000 طن من النفايات الصناعية الخطرة، بما في ذلك المذيبات وزيوت النفايات وثنائي الفينيل متعدد الكلور والمواد الخردة والحمأة والمواد الصلبة. بعض المواد الخطرة بما في ذلك المركبات العضوية المتطايرة ومركبات ثنائي الفينيل متعدد الكلور قد تسربت من المرفق إلى طبقات المياه الجوفية الأساسية والمسطحات المائية السطحية في اتجاه مجرى النهر، مما أدى إلى تلوث المياه الجوفية والمياه السطحية والرواسب والعديد من أنواع الأسماك. يوجد حاليًا حظر على استهلاك الأسماك في بحيرة ناسو والروافد المتأثرة. تحقيقات الموقع جارية لتحديد طبيعة ومدى التلوث والإبلاغ عن تطوير خيارات التنظيف الدائم للموقع.